# Општина Тодирешти (Васлуј)
Тодирешти (рум. Todireşti) општина је у Румунији у округу Васлуј.
Oпштина се налази на надморској висини од 164 m.